# Lasiosina flavipes
Lasiosina flavipes är en tvåvingeart som först beskrevs av Gabriel Strobl 1906.  Lasiosina flavipes ingår i släktet Lasiosina och familjen fritflugor. Inga underarter finns listade i Catalogue of Life.